# Rita Mahato
Rita Mahato, född 1975, är en nepalesisk kvinnorättsaktivist.
Mahato är verksam i sydöstra delen av Nepal, där hon genom organisationen WOREC (Women's Rehabilitation Center) bekämpar de ofta förekommande barnäktenskapen, varigenom unga flickor tvingas att föda barn tidigt och dessutom utnyttjas för hårt kroppsarbete. Mahato bekämpar patriarkala traditioner samt verkar för att stärka flickors och kvinnors rättigheter samt förbättra deras reproduktiva hälsa. Hon tilldelades Per Anger-priset 2014.